# Résolution 257 du Conseil de sécurité des Nations unies
Membres permanents
- Chine (Taïwan)
- États-Unis
- France
- Royaume-Uni
- URSS

Membres non permanents
- Algérie
- Brésil
- Canada
- Danemark
- Éthiopie
- Hongrie
- Inde
- Pakistan
- Paraguay
- Sénégal

Résolution no 256 Résolution no 258
La résolution 257 du Conseil de sécurité de l'ONU a été votée le 11 septembre 1968. Elle concerne le royaume de Swaziland et recommande à l'Assemblée générale des Nations unies d'admettre ce pays comme nouveau membre.

## Contexte historique
Après la seconde guerre des Boers, le Swaziland devint une colonie britannique. L'indépendance fut accordée au pays le 6 septembre 1968. Depuis lors, la vie politique du Swaziland oppose les partisans d'un régime démocratique à ceux d'une monarchie absolue.
À la suite de cette résolution ce pays est admis à l'ONU le 24 septembre 1968,.

## Texte
- Résolution 257 Sur fr.wikisource.org
- Résolution 257 Sur en.wikisource.org